# Okres Orosháza
Okres Orosháza (maďarsky Orosházi járás) je okres v Maďarsku v župě Békés. Jeho správním centrem je město Orosháza.

## Sídla
Města
- Orosháza
- Tótkomlós

Městyse
- Gádoros
- Nagyszénás

Obce
- Békéssámson
- Csanádapáca
- Kardoskút
- Pusztaföldvár